# Gwizdacz żółty
Gwizdacz żółty (Eopsaltria australis) – gatunek małego ptaka z rodziny skalinkowatych (Petroicidae), zamieszkujący wschodnią Australię. Nie jest zagrożony wyginięciem.

## Morfologia
Wygląd
Mały ptak o szarym grzbiecie i główce oraz żółtym podbrzuszu. Dziób czarny, z haczykowato zagiętą końcówką.
Rozmiary
długość ciała 15–17 cm.
Masa ciała
samce 18–28 g, samice 15–24 g.

## Występowanie
Żyje w lasach i parkach wschodniej Australii.

## Podgatunki
Wyróżniono dwa podgatunki E. australis:
- E. a. chrysorrhos Gould, 1869 – gwizdacz żółtorzytny – Australia północno-wschodnia do wschodniej
- E. a. australis (Shaw, 1790) – gwizdacz żółty – Australia wschodnia do południowo-wschodniej

## Zachowanie

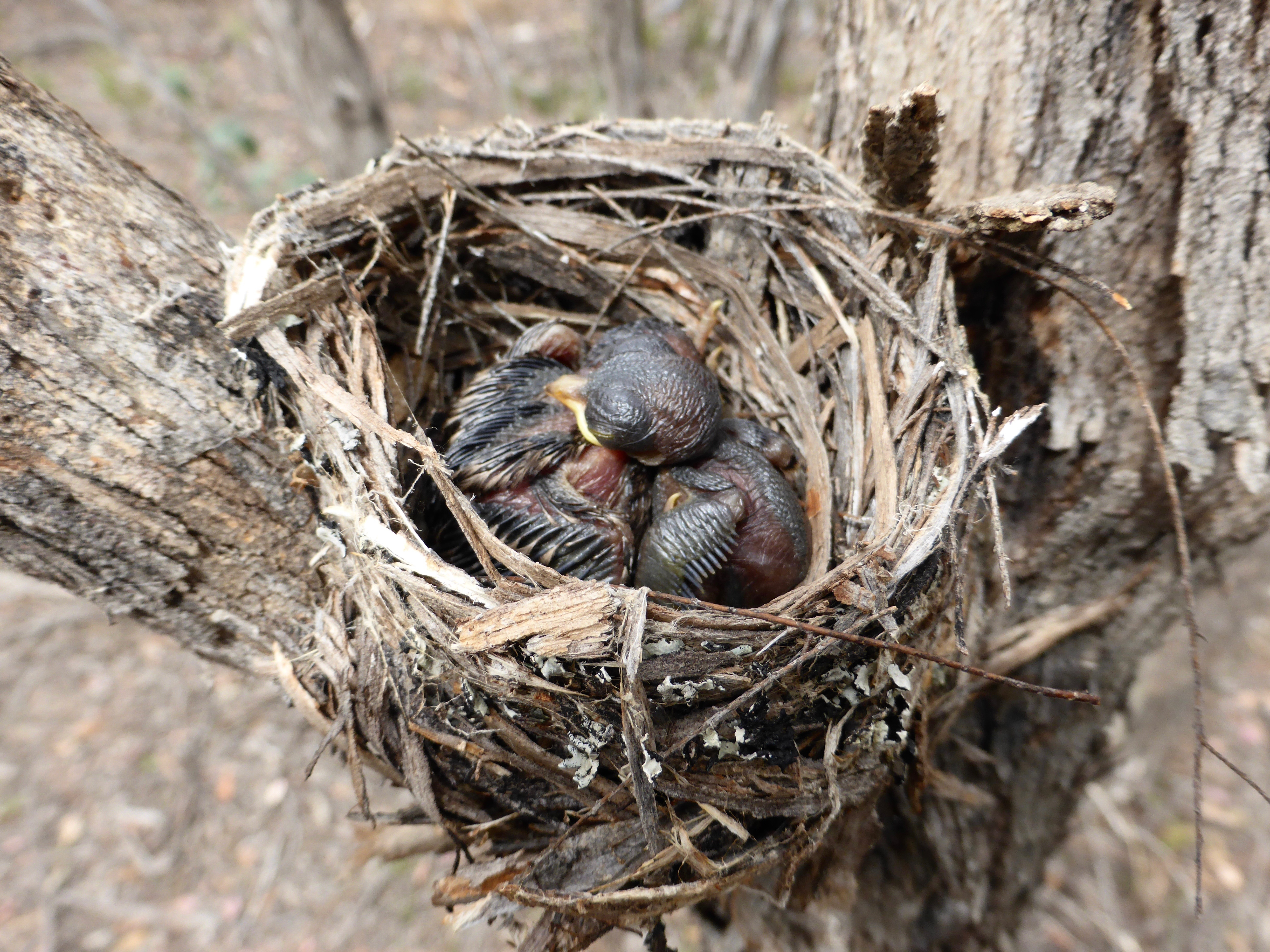
Pisklęta w gnieździe

Żywi się owadami, pająkami i innymi stawonogami. Łowi je głównie na ziemi i rzuca się na nie z niskiej żerdzi. Zwykle żeruje samotnie, czasem w parach lub w małych grupach rodzinnych.
Wyprowadza do 3 lęgów w sezonie. W zniesieniu zwykle 2–3 jaja. Budową gniazda i wysiadywaniem jaj zajmuje się samica; karmieniem piskląt – oboje rodzice, czasem pomagają im też inne ptaki. Młode są w pełni opierzone po około 12 dniach.

## Status
IUCN uznaje gwizdacza żółtego za gatunek najmniejszej troski (LC, Least Concern) nieprzerwanie od 1988 roku. Liczebność populacji nie została oszacowana, ale ptak ten opisywany jest jako często pospolity. Trend liczebności populacji uznawany jest za wzrostowy.